# Barbula subcanescens
Barbula subcanescens là một loài rêu trong họ Pottiaceae. Loài này được R. Goepp. & Berendt mô tả khoa học đầu tiên năm 1853.
Danh pháp khoa học của loài này chưa được làm sáng tỏ. 